# Saint-Pé-Saint-Simon
 Saint-Pé-Saint-Simon  es una población y comuna francesa, en la región de Aquitania, departamento de Lot y Garona, en el distrito de Nérac y cantón de Mézin.

## Demografía
| 312 | 258 | 228 | 221 | 199 | 211 |
| Para los censos de 1962 a 1999 la población legal corresponde a la población sin duplicidades (Fuente: INSEE [Consultar]) |     |     |     |     |     |